# Paladins : Champions du Royaume
 (décembre 2021).
- Si vous ne connaissez pas le sujet, laissez ce bandeau (vous pouvez alors contacter les auteurs).
- Si vous supprimez le contenu mis en cause (vous pouvez préalablement contacter les auteurs),

argumentez précisément cette suppression dans la page de discussion
(un manque de référence n'est pas un argument ; une recherche réelle de référence doit avoir été effectuée, être formellement documentée).
 (septembre 2019).
Si vous disposez d'ouvrages ou d'articles de référence ou si vous connaissez des sites web de qualité traitant du thème abordé ici, merci de compléter l'article en donnant les références utiles à sa vérifiabilité et en les liant à la section « Notes et références ».
Paladins : Champions du Royaume (Paladins: Champions of the Realm) est un jeu vidéo Hero shooter à la première personne en équipe développé par Hi-Rez Studios. Le jeu est officiellement entré en bêta ouverte le 16 septembre 2016. Lors de sa sortie en bêta ouverte sur Steam, le jeu a attiré 800 000 téléchargements en une semaine et a été l'un des top 10 des jeux les plus populaires par utilisateurs simultanés sur Steam. La version bêta fermée a commencé le 17 novembre 2015. Le jeu continue à créer de nouveaux personnages à jouer. Le jeu a quitté la bêta ouverte le 8 mai 2018.
Chaque joueur contrôle un champion avec différentes capacités. Deux équipes de 5 joueurs s'affrontent pour atteindre des objectifs comme capturer un point. En réponse aux accusations que le jeu est un clone d'Overwatch, Todd Harris a déclaré que « Overwatch n'a pas été la source d'inspiration pour Paladins », et « le jeu qui mérite le plus de crédit, est Team Fortress 2 ».

## Déroulement d'une partie

### But du jeu

#### Partie siège
Une partie classique de Paladins se déroule en deux étapes :
- conquérir le point de contrôle (l'occuper « plus longtemps » que l'équipe adverse) ;
- amener la charge explosive jusqu'au camp adverse.

#### Partie assaut
L'équipe qui gagne est celle qui occupe le point central le plus longtemps.

#### Partie match à mort en équipe (MMÉ)
L'équipe qui tue 40 ennemis la première l'emporte. Dans ce type de partie, le joueur peut sélectionner des items (voir Préparation) à tout instant.

### Préparation
À chaque fois qu'un joueur se retrouve à sa base, il peut sélectionner des items pour adapter son jeu à l'équipe adverse (être plus résistant aux coups, pouvoir détruire plus vite les boucliers...). Le joueur accumule les points nécessaires à leur sélection en faisant ce que son personnage doit faire : le flanc achève les adversaires, le dégât inflige des dégâts, le soutien soigne ses alliés et le tank reste sur le point central ou fait avancer la charge.

## Champions

### Catégories
Le joueur a la possibilité de choisir parmi une multitude de champions variés.
Chaque personnage que le joueur peut décider d'incarner répond à un rôle bien précis : il peut choisir entre un dégât, un flanc, un tank ou un soutien.

### Compétences
Chaque champion a une attaque de base et des compétences variées. Il a généralement 3 compétences en plus de l'attaque de base (les deux clics de la souris et  3 touches du clavier). Ces compétences peuvent également avoir des bonus passifs reliés. En plus de ces compétences « classiques », chaque champion a une compétence « Ultime » qui permet des retournements de situations. Chaque attaque ultime est unique et souvent très puissante. Pour être utilisées, elles doivent être chargées (pourcentage) en infligeant des dégâts aux adversaires.

### Les champions de type Dégâts

#### Bomb King
Véritable bombe vivante, Bomb King est un être ayant un caractère très enflammé et un sens de l'humour particulièrement explosif. Convaincu de gouverner le Royaume malgré sa nature et sa puissance destructrice, il passe son temps à se promener sans vraiment réaliser le danger qu'il représente pour les habitants. Bien que créé par un puissant sorcier, la volonté et l'intelligence de Bomb King lui ont permis de recréer des bombes vivantes lui permettant par exemple d'étourdir les ennemis ou de voler sur de courtes distances.

#### Cassie
Jeune chasseresse armée d'une arbalète magique et accompagnée par son fidèle oiseau, Cassie est une jeune fille enjouée et téméraire qui cache cependant un lourd secret : elle réussit à échanger sa liberté et le droit de quitter son village natal au prix de la survie de celui-ci. Honteuse et rongée par la culpabilité, elle décida de mettre ses compétences et ses flèches magiques au service des Paladins.

#### Dredge
Ancien pirate revenu d'entre les morts grâce aux Abysses, Dredge possède un mortier maudit tirant des bombes infligeant à la fois des dégâts directs et de zone, permettant de mettre la pression sur l'ennemi. Doté de nouveaux pouvoirs lors de sa résurrection comme la création d'un harpon spectral ou de portails dimensionnels, Dredge va chercher à se venger des Paladins et récupérer son trésor, quitte à déchaîner les terrifiantes tentacules du Kraken.

#### Drogoz
Contrairement aux autres dragons, Drogoz est né sans ailes, l'empêchant par conséquent de voler, gagner le respect de son peuple et s'émanciper de sa condition de serviteur d'un grand dragon. Cependant, le vouivrin réussit à dérober dans l'atelier de Barik un exosquelette équipé d'ailes mécaniques et d'un lance-roquettes alimentés par un cristal magique. Depuis ce jour, Drogoz déchaîne ses roquettes et son souffle de feu sur tout le Royaume dans le but de lever une armée et ainsi affronter les grands dragons.

#### Imani
Imani est la dernière Protectrice, ce qui fait d'elle la gardienne des gantelets draconiens et la seule personne capable d'invoquer et contrôler les dragons. Ses gantelets, récupérés dans la chambre forte de Dredge après qu'il les a dérobés aux Paladins, lui permettent également d'utiliser tour à tour des sorts de feu et de glace.

#### Kinessa
Kinessa est une chasseuse de primes reconnue dans tout le Royaume pour son application et sa dextérité. Elle doit en partie sa renommée à son ancien instructeur Strix, sniper et assassin pour le compte du Magistère Karne, qui lui apprit l'art du tir et lui offrit sa fameuse carabine sniper à énergie. En plus de pouvoir compter sur son entraînement militaire et sa carabine, Kinessa peut également bénéficier de mines de suppression pouvant détecter et infliger des dégâts aux ennemis et d'un télé-transporteur.

#### Lian
Héritière et actuelle dirigeante du trône de Rubis, Lian est avant tout une reine de la manipulation et du maniement du fusil. Son habileté est telle qu'elle peut toucher n'importe quel adversaire (y compris dans son dos) ou même en toucher plusieurs à la fois. Lorsque la guerre entre les Paladins et le Magistrat éclata, elle fut honorée d'être sollicitée par ce dernier et n'hésita pas une seconde à mettre à contribution toutes ses ressources humaines et matérielles dans toutes les batailles, particulièrement dans la bataille du Pic de l'Ascension qu'elle dirigea en personne dans le but de convaincre Jenos de rallier son camp.

#### Octavia
Le conflit est ancien, la guerre est une perspective, mais la survie est le seul véritable objectif. Pour ceux qui survivent, il existe une vie meilleure quelque part au-delà de ce conflit ; c'est pour cela qu'Octavia se bat : une vie meilleure pour nous tous.
Le creuset de la guerre a aiguisé son instinct de combattante sur le fil du rasoir. Mais ce qui distingue vraiment Octavia, c'est sa détermination inébranlable et sa confiance en ses soldats. S'il y a de l'espoir, elle trouvera cette étincelle et l'attisera pour en faire un brasier, inspirant à ses troupes une loyauté inébranlable. Les plus grandes menaces pour le royaume devront survivre à une rencontre avec Octavia, l'indomptable.

#### Omen
Omen était jadis en quête de puissance dans le seul but d'aider sa famille. Il entreprit l'ascension d'une montagne ardente dans l'espoir d'avoir une épiphanie de la sagesse, à l'image de Jenos avant lui. Mais en lieu et place des réponses du Pic de l'Ascension, il ne trouva qu'une étendue de silence sous un ciel nocturne. Les dieux cosmiques l'ignoraient. Aveuglé par sa rage, il se jeta dans la lave en contrebas. C'est alors que Nyx répondit à ses prières et lui accorda des pouvoirs divins.
Désormais, alors que le Royaume plonge une nouvelle fois dans le chaos, Omen émerge des Abysses afin de servir sa reine. Il rejoint le combat contre Jenos. Tous sauront bientôt à quoi ressemble le véritable courroux d'un dieu.

#### Saati
Aucune dépense n'est épargnée pour être la meilleure des meilleures. Elle travaille peut-être pour l'argent, mais elle fait travailler son argent pour elle - avec un équipement de pointe pour compléter ses compétences. Vous pouvez essayer de vous mettre à l'abri, mais même une couverture solide ne peut pas vous sauver de Saati, le Trickshot.
Pour vous, un tirage au sort est un pari. Pour elle, c'est une occasion. Si vous entendez dire qu'elle veut votre prime, autant arrêter de courir et la rencontrer face à face - de toute façon, cela ne fera que retarder sa prochaine sortie. Les plus grandes marques marchent encore dans le Royaume, et ces grosses primes vont financer BEAUCOUP de carrousels.

#### Sha Lin
Aventurier et bourreau des cœurs légendaire, Sha Lin est un jeune archer venant d'une région désertique où vent et sable se côtoient sans cesse, ce qui lui permit naturellement de développer des techniques de camouflage et de doter son arc d'un enchantement rendant ses flèches aussi rapides, légères et puissantes que le désert lui-même. Malgré son exploit d'avoir trahi Zhin et la guilde des Millemains, Sha Lin ne s'arrêta pas là puisqu'il s'autoproclama défenseur du peuple durant le conflit qui opposa les Paladins au Magistrat. Plus tard, celui-ci aida Koga à s'enfuir de la guilde des Millemains et le convainquit de rejoindre les Paladins.

#### Strix
Instructeur, tireur d'élite et assassin à la solde du Magistrat, Strix est communément reconnu comme étant le meilleur sniper des Sentinelles, si ce n'est du Royaume. Sa réputation, qui n'est plus à faire, se base sur la dextérité, le camouflage et le sang-froid du tueur, implacable et impassible en toutes circonstances.

#### Tiberius
Tigron légendaire, maître d'armes et éternel séducteur au tempérament à la fois insolent et impitoyable, Tiberius est devenu un véritable mythe au sein du Royaume de par ses talents de combattant et sa soif insatiable de combat. Cherchant perpétuellement un adversaire à sa hauteur, Tiberius s'entraîne sans relâche pour maîtriser ses chakrams ancestraux, ses pouvoirs magiques et la puissance de la Lame Légendaire, artefact ayant le pouvoir de bannir les créatures les plus immondes qui cependant, n'eût aucun effet sur Raum, ce qui entraîna Tiberius dans la guerre entre les Paladins et le Magistrat, dont seules les Abysses ressortiraient vainqueur.

#### Tyra
Tyra est une ancienne Sentinelle venant du nord du Royaume. Après l'échec de la dernière mission des Sentinelles, elle décida de quitter la capitale pour chasser les monstres qui terrorisaient sa terre natale avant de trouver un nouveau but : mettre à profit son talent au fusil, ses grenades et ses bombes incendiaires pour épauler les Paladins.

#### Viktor
Ancien commandant des Sentinelles, Viktor était incontestablement le meilleur soldat du Royaume. Rétrogradé et dépouillé de sa gloire par le magistrat à la suite de l'échec de sa dernière mission, Viktor n'en est pas moins resté fidèle à celui-ci et, armé d'un simple fusil d'assaut, de grenades et de son talent au combat, a sans cesse repoussé ses limites dans la lutte contre les Paladins. À la suite d'un rude affrontement, il succomba à ses blessures avant d'être ressuscité et renforcé par Seris, l'oracle des Abysses.

#### Vivian
Cette femme aussi énigmatique que charismatique dirige le centre de recherches militaire de la capitale. Peu scrupuleuse et manipulatrice, elle fut la première à convaincre sa hiérarchie du potentiel militaire des armes alimentées au cristal dans le seul but d'utiliser son pistolet-mitrailleur et ses drones au summum de leurs capacités afin d'éliminer quiconque se dresserait sur son chemin vers le pouvoir.

#### Willo
Petite fée gardienne de la nature, Willo éprouve une haine et une agressivité extrêmes envers le Royaume, surtout depuis qu'il est pris dans la guerre entre les Paladins et le Magistrat. Bien que très jeune, la petite fée semble posséder des pouvoirs très puissants en lien avec la nature, que ce soit dans l'utilisation de spores toxiques pour empoisonner la cible ou dans l'utilisation de graines explosives très puissantes.

### Les champions de type Flanc

#### Androxus
Ancien juge du Tribunal Extérieur, Androxus était un homme puissant, craint et respecté autant de ses ennemis que de ses alliés. En tant que juge, il était chargé de rendre justice armé d'un revolver en la compagnie de son coéquipier et ami Lex. Cependant, lors de la destruction de la ville de Seris, il fut vaincu puis maudit par l'oracle mais obtint les capacités de planer, absorber puis renvoyer les attaques et charger son revolver maudit d'énergie magique pour ensuite la projeter sous la forme de balles explosives. Depuis ce jour, le juge déchu recherche activement des âmes puissantes pour échapper à sa malédiction et peut-être, un jour, trouver la paix.

#### Buck
Tour à tour élève de Jenos en tant que moine, bandit puis soldat, Buck fut également le plus proche garde du corps du Magistère Karne. Après le fiasco des Sentinelles, Buck prit la décision de quitter Engrenage et retourna à la forteresse de Soufflecroix afin de mettre ses poings et son fusil à canon scié au service des habitants et des Paladins.

#### Evie
Evie n'était au départ qu'une simple apprentie sorcière qui, grâce à une ruse efficace, réussit à emprisonner un esprit de givre auquel elle vola les pouvoirs. Étant devenue très puissante, elle fut chassée de son village qui craignait de subir la colère de l'esprit et que la magie n'échappe au contrôle de la jeune fille qui, malgré tout, trouva une certaine compensation dans le conflit entre le Magistrat et les Paladins.

#### Koga
Ancien meilleur ninja de la guilde des Millemains, Koga fut cependant trahi par celle-ci de jalousie et dû s'enfuir. Le cœur empli de haine, il se mit à traquer et assassiner les membres de son ancienne famille un par un avant d'être repéré par les Paladins qui, en échange de son aide, l'aideront à trouver une vraie famille qui le fera ranger définitivement ses griffes. Et bien entendu, Koga a accepté de s'unir aux Paladins dans l'unique but de terminer ce qu'il a commencé.

#### Lex
Juge impitoyable et dévoué du Tribunal Extérieur comme l'était son ami Androxus, Lex s'est mis en tête de traquer et vider, s'il le faut, ses magnums sur son vieil ami, quitte à ce que cela devienne une obsession. Bien que fidèle à la loi et aux consignes dictées par le Magistère Karne, Lex noue une forme de culpabilité et de haine vis-à-vis de son ami et de lui-même, se demandant régulièrement s'il ne vaut pas mieux capturer Androxus mort ou vif.

#### Maeve
Maeve est une jeune vagabonde et cambrioleuse possédant une particularité : son sang est à moitié tigron, ce qui lui confère des capacités surhumaines telles que la vitesse, l'agilité, la discrétion et la vision nocturne. En plus de ces capacités physiques exceptionnelles, Maeve possède également un talent inégalé dans le maniement du couteau qu'elle n'hésite jamais à dévoiler à ses employeurs.

#### Moji
Magicienne issue de la race des Leiporis, Moji refusa de prendre la fuite lorsque la guerre entre Valera et Karne éclata. Consciente des risques et des ravages sur la nature, Moji invoqua l'étrange mais non moins destructeur esprit Po-Li, en fit son familier et accepta de se joindre aux Paladins pour pouvoir mettre un terme au conflit et aider son peuple à panser ses plaies.

#### Skye
Bien que née dans un milieu aisé, Skye renia sa famille pour devenir riche par ses propres moyens. À force de fréquenter la rue, elle commença une carrière de criminelle puis d'assassin contractuel d'abord au sein de la guilde des Millemains, où elle se mit au service de Zhin, puis au service du grand Magistère en personne. Armée d'une simple arbalète de poignet et d'une multitude de carreaux classiques et empoisonnés, Skye entend bien remplir son contrat en exterminant les Paladins.

#### Talus
Talus est un Ska'drin, une espèce ressemblant à un faune mais démontrant des capacités exceptionnelles en magie, et plus particulièrement en magie runique. Après avoir quitté l’Île Grenouille où son peuple s'était réfugié pour échapper au génocide, Talus, armé de son vérachargeur, de sa magie et de son incroyable naïveté, rejoignit les Paladins pour prouver à tous que les Ska'drins ont leur place légitime dans le Royaume.

#### Vatu
Derrière chaque porte de l'esprit se cache la peur de l'obscurité dans le coin d'une pièce faiblement éclairée. C'est l'inconnu - la terreur sans forme, mais avec un nom : l'Ombre.
Les origines de Vatu sont enveloppées de la même ombre qu'il utilise comme arme. Il est le couteau dans la nuit, mettant fin à un conflit éternel - il est la mort prématurée, jamais confirmée comme accidentelle. La guilde des Mille Mains et lui ont un accord : ils lui fournissent du travail et de l'argent, et il s'occupe de leurs problèmes. La seule chose claire dans ses actions est son désir de protéger son peuple Ska'Drin et sa capacité mortelle à le faire.
Maniant des kunaïs tranchants et une mystérieuse magie des ombres, Vatu s'occupe des affaires avec une efficacité impitoyable qui n'a d'égal que son strict code d'éthique. Ce ne sont pas les yeux que vous voulez voir vous fixer dans l'obscurité, car il est alors déjà trop tard.

#### Vora
Une vie, autrefois consacrée à Io, la déesse de la lune. Son ordre martial sacré était chargé de protéger les anciens sceaux, mais même eux ne connaissaient pas l'étendue du chaos en dessous. Se sentant abandonnée par sa déesse, entourée de prières sans réponse et de corps brisés, elle a choisi d'embrasser ce chaos . Le Royaume est sur la voie de l'autodestruction, mais elle le délivrera de ce destin. Elle apporte la fin ... de ces guerres, de cette souffrance - la fin de tout. Ceux qui la connaissent redoutent sa venue, car elle est Vora, le messager de la fin du royaume ; et ils ne sont pas préparés.

#### Zhin
Maître incontesté de la guilde des Millemains depuis l'âge de 20 ans, Zhin est un seigneur de guerre et baron du crime déterminé, tyrannique et cruel. Cependant, le tyran n'hésita pas à prendre le jeune Koga en pitié et à le recueillir comme son fils avant d'en faire le meilleur ninja de la guilde puis de chercher à l'éliminer à cause d'une sombre histoire. Depuis le début du conflit opposant le Magistrat aux Paladins, Zhin se pose en observateur et ne dégainera son épée de feu que lorsque son apprenti viendra pour sa dernière leçon

### Les champions de type Tank

#### Ash
Surnommée "La Machine de Guerre" par ses alliés comme ses adversaires, Ash s'est illustrée au front autant par l'utilisation de son armure et de son canon explosif que par ses méthodes brutales, extrêmes et expéditives. Elle se fit notamment un nom lors de l'avènement de la Résistance où elle tua Terminus d'un seul tir de canon dans la poitrine, sous les yeux horrifiés d'Inara, des Paladins et des habitants de Soufflecroix.

#### Atlas
Fils du juge légendaire Lex, Atlas vient d'un futur où les ténèbres des Abysses ont tout englouti, éliminant quiconque se dressait sur leur chemin. Luttant constamment pour sa survie, il ne trouve du réconfort que dans les contes évoquant le Royaume et sa gloire d'antan, bien avant l'issue tragique de la bataille finale entre la lumière et les ténèbres. Découvrant ce qui permit aux Abysses d'engloutir le monde, Atlas étudia la magie des cristaux et parvint à maîtriser le temps lui-même. Fort de ses connaissances et de ses nouveaux pouvoirs, il prit la décision de retourner dans le passé pour sauver le Royaume et changer le cours de l'Histoire.

#### Azaan
Autrefois roi d'un royaume oublié depuis longtemps, l'Eternel a vu la fin d'innombrables règnes. Forgé dans le creuset des flammes du Pyre comme l'incarnation de tout ce qui persiste, Azaan a pour tâche de maintenir l'existence d'un royaume préservé de l'influence abyssale.
Peu de personnes encore en vie ont eu l'occasion d'entrer en contact avec l'un des plus anciens Seigneurs du Pyre, mais ceux qui l'ont fait savent que ses flammes purificatrices ne se soucient ni des amis ni des ennemis, mais uniquement de l'éradication complète des Abysses. Les événements survenus dans le royaume ont rompu l'équilibre, entraînant l'influence des Abysses qui se rapprochent de plus en plus. L'éternel descend donc d'en haut pour délivrer un dernier avertissement au royaume : il faut s'occuper des Abysses, ou s'occuper d'elles, par tous les moyens jugés nécessaires.

#### Barik
Ingénieur nain reconnu dans tout le Royaume, Barik se démarqua grâce à ses inventions alimentées par les cristaux magiques. Allant d'exosquelettes pour mineurs à l'épée de guerre de Valera en passant par les ailes mécaniques dérobées par Drogoz, Barik fut pourtant contre l'usage des cristaux à des fins militaires et, comprenant que le Magistrat lui préférait Vivian, quitta Engrenage pour rejoindre la Résistance et réduire les plans machiavéliques de sa rivale à néant.

#### Fernando
Avant de devenir chevalier, Fernando était un simple écuyer, déterminé et rêveur. À la mort prématurée de son maître, le jeune homme, souhaitant faire perdurer sa mémoire et être reconnu par la tête du Royaume, s'appropria son armure, son lance-flammes et s'adouba lui-même. Dès lors, Fernando partit offrir son aide à quiconque en aurait besoin jusqu'au jour où, ses exploits faisant le tour du Royaume, le Magistère l'appela à rejoindre son armée, usant du désir de reconnaissance de ce dernier.

#### Inara
Inara est une Stagalla, une femme de pierre possédant le pouvoir de contrôler la terre et la roche. Pacifique, elle ne prit pas les armes par conviction mais se retrouva très rapidement forcée de combattre comme le firent ses ancêtres qui avaient repoussé en leur temps le Premier Fléau gobelin lorsqu'elle vit son compagnon Terminus mourir sous les tirs de la Machine de Guerre. Traumatisée par les horreurs commises par le Magistrat ce jour-là, elle se rangea finalement du côté des Paladins, comme le souhaitait celui qu'elle aimait.

#### Khan
Véritable colosse et excellent soldat, Khan devint le conseiller, protecteur et amant de Lian grâce à sa force mais surtout grâce à sa loyauté envers la famille Aico, dont il dirige l'armée d'une main de fer. Froid, brutal et calculateur, il accepta de servir dans l'armée du Magistrat en lançant lui-même l'assaut sur le Pic de l'Ascension et en affrontant Jenos dans le but de le faire rallier son camp.

#### Makoa
Makoa l'Ancien est littéralement une force de la nature : indomptable protecteur de l’Île Grenouille servant de foyer aux derniers Ska'drins, il fut cependant contraint de quitter temporairement son île pour aider les Paladins et faire entendre la voix de la nature qu'il a juré de protéger. Pour l'heure, s'il souhaite que Valera tienne sa promesse, il va devoir démontrer sa dextérité au canon et à l'ancre et relâcher la furie de l'océan.

#### Nyx
Jadis, Nyx faisait partie des Seigneurs du Bûcher, au même titre qu'Azaan et d'autres. Le combat qui les opposait aux Abysses chaotiques semblait éternel. Mais peu à peu, Nyx s'est lassée des méthodes du Bûcher, de son dogme rigide, et de la fâcheuse habitude qu'il avait à sacrifier d'innombrables vies dans ces guerres interminables. Elle a décidé de montrer au Bûcher le pouvoir de la véritable liberté. Avec l'aide de Seris, Nyx a échafaudé un plan : celui de sa grande trahison. Elle a emprunté un portail de Seris menant à la forteresse d'un Seigneur. Là, elle s'est battue jusqu'à triompher de tous ceux qui s'interposaient, perpétrant un véritable massacre. Pas même le maître des lieux, pourtant un Seigneur, n'a pu résister à sa fureur. C'est ainsi que Nyx a officiellement rejoint les Seigneurs des Abysses. Son séjour dans les Abysses a transformé son corps, mais pas sa volonté : elle reste déterminée à offrir au Royaume un nouvel âge de chaos et de liberté. Elle possède désormais une armée en constante expansion. Ce front ainsi crée, solide et unifié par le chaos du libre arbitre, forme une puissance capable de renverser le Bûcher.

#### Raum
Démon incarnant la rage, Raum est animé par un seul désir : l'annihilation totale de toute forme de vie. Ayant cependant vaincu tous ses opposants au sein des Abysses et étant gagné par l'ennui, il fut alors invoqué par un humain manipulé mentalement par Seris dans le Royaume, lui donnant accès à une quantité astronomique d'âmes encore intactes, du moins pour l'instant...

#### Ruckus
Petit gobelin travailleur, rusé et inventif, Ruckus découvrit au fond d'une mine d'or une pierre d'âme appartenant à un Stagalla tombé au combat face au Premier Fléau. Conscient du potentiel énergétique du joyau, il décida de l'implanter dans son exosquelette minier en pensant améliorer ses capacités mais la pierre donna également à sa machine une conscience qui n'appréciait guère le petit gobelin. Malgré tout, la machine intelligente baptisée Bolt, consciente qu'ils seraient plus forts ensemble, accepta une alliance de principe et accompagne depuis Ruckus dans tout le Royaume en quête de richesses et de reconnaissance.

#### Terminus
Terminus est, tout comme Inara, un Stagalla, un géant de pierre à la force inébranlable. Cependant, lors de la création de la Résistance dans la forteresse de Soufflecroix, l'armée du Magistrat prit le château d'assaut et Terminus, convaincu que l'affrontement était inévitable, décida de prendre part au combat mais fut rapidement abattu d'un coup de canon dans la poitrine, sous les yeux horrifiés de ses camarades. Après cette violente et sanglante bataille, le cadavre du géant fut récupéré par le Magistrat qui le ressuscita grâce à des cristaux instables et le contrôla par sorcellerie. Sous cet état de mort-vivant, il sert d'arme vivante dépourvue d'émotions dans l'armée du Magistrat, détruisant tout sur son passage à grands coups de hache.

#### Torvald
Inventeur de génie et chercheur suprême au sein d'Engrenage, Torvald est un passionné d'Histoire, de runes et de magie. Pacifiste de nature, il fut pourtant contraint de prendre part à la guerre contre les Paladins s'il souhaitait poursuivre ses recherches. Depuis lors, il n'attend qu'une chose : que la guerre prenne fin pour pouvoir se remettre au travail.

#### Yagorath
Vos joies et vos espérances. Vos craintes et vos doutes. Tous vos petits conflits. Totalement dépourvu de sens. Elle est Yagorath, le Dévoreur. Elle est ce que c'est à consommer - absolument. Tout ce qui n'est pas déjà elle est assimilée, répandant son être à travers l'univers dans une faim sans fin. Momentanément affaiblie par les actions futiles d'une déesse brisée, elle émerge maintenant pour mettre fin à ce qui a commencé - la seule fin qui pourrait être.

### Les champions de type Soutien

#### Corvus
Les décisions les plus difficiles mettent à l'épreuve même la plus forte des volontés, mais sa volonté n'a jamais faibli, même face à des obstacles apparemment insurmontables. Il s'appelle Corvus, la Lame du Magistrat. Il est le fils de Karne, le puissant chef du Magistrat, mais c'est par son propre mérite qu'il a gagné la loyauté absolue de ses hommes et fait naître la peur chez ses ennemis.
Leader charismatique et brillant tacticien, Corvus ne reculera devant rien pour voir ses objectifs se réaliser : une paix qui surpasse celle de l'Âge d'Or, sous le règne du Magistrat. Avec l'énergie quasi illimitée des Abysses, pliée à sa volonté de fer, et les soldats toujours fidèles à sa vision de la paix, il fait ce dont aucun autre n'est capable. Par sa propre force, la Résistance tombera, et la paix sera forgée pour les citoyens du Royaume, avec ou sans leur coopération.

#### Furia
Furia, l'ange vengeur, est née le jour où Sarah, jeune femme vivant à Seris, implora le Bûcher Éternel de la sauver des Abysses et de venger sa sœur offerte en sacrifice. Malgré la destruction de sa ville natale, elle devint la flamme purificatrice et, armée de l’Épée Éternelle, s'élança dans une violente bataille contre les Abysses, dont l'oracle possédant désormais le corps de sa sœur.

#### Grohk
Être frappé par la foudre une fois est généralement plus que suffisant pour tuer quelqu'un, mais après des dizaines de frappes, Grohk était toujours debout. Comprenant qu'il possédait le pouvoir de contrôler la foudre, l'orc utilisa ses nouveaux pouvoirs pour défendre sa tribu contre une attaque de gobelins et en devint par la suite le chef. Cependant, quand la guerre civile éclata et se répandit jusqu'à la Rivière Rouge, Grohk prit les armes au nom de sa tribu.

#### Grover
Grover, l'incarnation de la forêt, est un arbre en colère qui, après un sommeil de plusieurs décennies, s'est éveillé pour faire face aux ravages de la société humanoïde, de l'industrialisation, et de la guerre sur la nature. Armé de sa hache en pierre, Grover compte bien détruire tout ce qui menace de près ou de loin la nature dont il est le plus grand défenseur.

#### Io
La déesse de la Lune, Io, a veillé durant des millénaires sur le monde des mortels jusqu'au jour où les Abysses occultèrent sa lumière de leurs ténèbres et brisèrent la Lune. À la suite de ce désastre, des morceaux de l'astre s'écrasèrent dans le Désert Brisé et, bien que protégés par les disciples de la déesse, attirèrent la convoitise du Magistère Karne qui souhaitait les utiliser dans sa guerre contre les Paladins. Ne sachant que faire, elle fut finalement convaincue par Jenos de descendre sur Terre pour dévoiler sa véritable apparence aux mortels et mettre sa puissance au service de la justice.

#### Jenos
Ayant cherché la sagesse ultime après avoir fui le Second Fléau, Jenos, alors jeune moine, la trouva écrite dans les étoiles et quitta la Terre. Durant plusieurs années, ses fidèles attendirent son retour en fondant le Pic de l'Ascension et en perpétuant son héritage. Alors que la guerre avait éclatée, le moine, devenu un dieu, redescendit sur Terre et rencontra Buck, avec qui il partagea ses connaissances jusqu'au jour où Lian et Khan, inspirés par la puissance du dieu, tentèrent de le rallier de force à leur camp, chose que Jenos refusa sans attendre.

#### Mal'Damba
Mal'Damba, le sorcier des îles, est également connu pour être le champion de Wekono, la déesse du chagrin et de la vengeance. Craint et respecté pour son expertise en poisons et magie noire, il est désormais redouté dans tout le royaume de par ses nouveaux pouvoirs et sa capacité à détruire quiconque refuse de se soumettre à la volonté de Wekono.

#### Pip
Jeune vulpin spécialisé dans la pyrotechnie, Pip a choisi de quitter ses mangroves natales afin de découvrir le Royaume. Cependant, il ne trouva qu'un pays en pleine guerre civile et passe depuis la plupart de son temps à créer des potions incendiaires qu'il utilise contre l'armée du Magistrat et des potions de soins qu'il procure à ses alliés. Bien qu'apprécié pour son talent et son expertise, Pip n'en reste pas moins un renard au caractère rusé et imprévisible, le rendant potentiellement dangereux aux yeux de ses compagnons.

#### Rei
Lorsque Rei a quitté son terrier dans les Burrows, elle a orienté ses oreilles vers la poursuite d'une maîtrise de la magie supérieure à celle de tout être vivant. Sa quête l'a conduite au siège du Trône de Rubis, où elle a trouvé les moyens de ses ambitions.
Elle s'est rapidement alliée et s'est rapidement liée d'amitié avec le rejeton de la maison Aico, Lian, obtenant ainsi l'accès aux ressources d'une puissante maison noble en échange de ses services et de ses conseils. Elle s'efforce d'exploiter avec encore plus de contrôle et de puissance les forces arcaniques chaotiques qui parcourent le royaume et le lient. Rare prodige de la magie, son histoire ne fait que commencer.
L'érudite de la maison Aico poursuit la perfection et elle est prête à jeter le livre à quiconque se met en travers de son chemin.

#### Seris
Seris, l'oracle des Abysses, tire son nom de la ville qu'elle détruisit en prenant possession du corps de la sœur de Sarah, la jeune femme qui devint Furia. Elle est, grâce à ses dons de voyage spatio-temporel et de prescience, la créature la plus puissante de l'Univers et la cause de nombreux événements à l'issue souvent dramatiques telles que la malédiction d'Androxus ou la corruption de Viktor qui semblent diriger le Royaume vers une destinée inconnue mais néanmoins inéluctable.

#### Ying
Illusionniste de talent, Ying est une jeune et belle aventurière possédant de nombreuses capacités utiles en combat comme le clonage ou le soin. Animée par un désir de justice et ayant un cœur pur, elle prit la décision de lutter contre la tyrannie du Magistrat quand celui-ci décréta la restriction de la magie en se joignant aux Paladins.Elle est spécialiste de la magie et peut avoir un effet dévastateur sur ses ennemis mais au contraire un effet positif pour ses alliés la magie à plusieurs forme faite attention 

## Deck
Il est possible de personnaliser le gameplay de son personnage en débloquant des talents (aux passages aux niveaux de maîtrise 2 et 8) et en créant un deck avec des cartes classiques.
Chaque champion dispose de 3 talents. Chaque talent permet au champion de se procurer un avantage important, mais chaque joueur ne peut sélectionner qu'un talent par partie, les avantages ne peuvent donc pas se cumuler.
Chaque champion dispose aussi de 16 cartes classiques, il en sélectionne 5 afin de constituer son deck. Ces decks, créés avant de lancer une partie, permettent au champion de bénéficier de plusieurs avantages supplémentaires (généralement ils permettent de régénérer de la vie, de faire durer une capacité plus longtemps ou de diminuer les temps de recharge). Un seul deck peut être sélectionné par partie.
Chaque carte peut être augmentée de niveau, de 1 à 5, à l'appréciation du joueur. Chaque deck doit totaliser 15 points.

## Cartes

### Cartes Siège
Les cartes Siège sont jouables en partie Siège, en partie Classé et en partie Personnalisée.
En partie Classé, certaines cartes Siège sont rendues indisponibles. Les cartes jouables en Classé subissent une rotation et sont réactualisées lors de chaque nouvelle mise à jour du jeu.
Sur la scène eSport, seules les cartes Siège sont jouées.
| Nom                        | Date d'introduction                  | Disponible en partie Classé (version 3.02) |
| -------------------------- | ------------------------------------ | ------------------------------------------ |
| Île Grenouille             | 4 août 2016 (Bêta fermée 0.30)       | Oui                                        |
| Chutes du Jaguar           | 4 août 2016 (Bêta fermée 0.30)       | Non                                        |
| Plage du Serpent           | 4 août 2016 (Bêta fermée 0.30)       | Non                                        |
| Dôme Glacé                 | 10 août 2016 (Bêta fermée 0.31)      | Oui                                        |
| Mines Gelées               | 10 août 2016 (Bêta fermée 0.31)      | Oui                                        |
| Marché aux Poissons        | 12 septembre 2016 (Bêta fermée 0.33) | Non                                        |
| Scierie                    | 12 septembre 2016 (Bêta fermée 0.33) | Oui                                        |
| Donjon de Pierre           | 16 janvier 2017 (Bêta fermée 0.41)   | Oui                                        |
| Mangrove                   | 3 mai 2017 (Bêta ouverte 0.49)       | Oui                                        |
| Carrière                   | 26 juillet 2017 (Bêta ouverte 0.55)  | Oui                                        |
| Pic de l'Ascension         | 28 mars 2018 (Bêta ouverte 0.68)     | Non                                        |
| Sanctuaire des Protecteurs | 10 décembre 2018 (1.9)               | Oui                                        |
| Désert Brisé               | 13 février 2019 (2.02)               | Non                                        |
| Bazar                      | 22 mai 2019 (2.05)                   | Oui                                        |

### Cartes Assaut
Les cartes Assaut sont jouables en partie Assaut et en partie Personnalisée.
| Nom                     | Date d'introduction                  |
| ----------------------- | ------------------------------------ |
| Terre Primitive         | 19 mai 2016 (Bêta fermée 0.26)       |
| Secteur du Contremaître | 4 octobre 2017 (Bêta ouverte 0.60)   |
| Archives du Magistrat   | 18 décembre 2017 (Bêta ouverte 0.64) |
| Port des Maraudeurs     | 27 septembre 2018 (1.6)              |

### Cartes Match à Mort en Équipe
Les cartes Match à Mort en Équipe, sont jouables en partie Match à mort en équipe et en partie Personnalisée.
| Nom                     | Date d'introduction                  |
| ----------------------- | ------------------------------------ |
| Village Enneigé         | 22 février 2017 (Bêta ouverte 0.44)  |
| Secteur du Contremaître | 4 octobre 2017 (Bêta ouverte 0.60)   |
| Archives du Magistrat   | 18 décembre 2017 (Bêta ouverte 0.64) |
| Quartier Marchand       | 10 janvier 2018 (Bêta ouverte 0.65)  |
| Abysses                 | 18 juillet 2018 (1.3)                |
| Salle du Trône          | 18 juillet 2018 (1.3)                |
| Arène Draconique        | 14 novembre 2018 (1.8)               |

### Cartes Roi de la Colline
Les cartes Roi de la Colline sont jouables en partie Assaut et en partie Personnalisée.
| Nom                   | Date d'introduction                  |
| --------------------- | ------------------------------------ |
| Village Enneigé       | 22 février 2017 (Bêta ouverte 0.44)  |
| Archives du Magistrat | 18 décembre 2017 (Bêta ouverte 0.64) |
| Quartier Marchand     | 10 janvier 2018 (Bêta ouverte 0.65)  |
| Port des Maraudeurs   | 27 septembre 2018 (1.6)              |

## Accueil
- Canard PC : 7/10[21]
- IGN : 8,4/10[22]